# 射鵰英雄傳之九陰真經
《射鵰英雄傳之九陰真經》（The Mystery of The Condor Hero），香港無綫電視翡翠台古裝武俠劇集，是無綫電視根據金庸的武俠小說《射鵰英雄傳》的故事人物而創作的故事，故事發生在《射鵰英雄傳》之前，主要講述東邪黄藥師和西毒歐陽峰為爭奪九陰真經，而引發的情愛糾葛。
本劇於1993年4月19日首播，共20集，監製潘嘉德。

## 演員表

### 主要演員
| 演员   | 角色             |
| 姜大衛 | 黃藥師           |
| 梁珮玲 | 馮衡             |
| 張智霖 | 陳玄生（陳玄風） |
| 關寶慧 | 梅若華（梅超風） |
| 顧美華 | 柳溶月           |
| 翁杏蘭 | 楊紫煙           |
| 許秋怡 | 裘彩蘭           |
| 朱鐵和 | 裘千仞           |
| 羅樂林 | 歐陽鋒           |
| 王 偉  | 段智興           |
| 劉 江  | 洪七公           |
| 江 漢  | 王重陽           |
| 廖啟智 | 周伯通           |

### 中原武林
| 演员   | 角色        |
| 鄧汝超 | 漁/泗水漁隱 |
| 虞天偉 | 樵/古樵     |
| 梁少狄 | 耕/武三通   |
| 林家棟 | 讀/朱子柳   |
| 劉家輝 | 天相大師    |
| 郭政鴻 | 陸乘風      |
| 張海勤 | 武岷風      |
| 黃振寧 | 馮默風      |
| 李耀敬 | 曲靈風      |
| 鮑 方  | 上官劍南    |
| 麥子雲 | 林平        |
| 吳育樞 | 沙清風      |
| 雲大華 | 郭子華      |
| 王維德 | 丘處機      |
| 梁建平 | 馬 鈺       |
| 王偉樑 | 王處一      |
| 黃煒琳 | 譚處端      |
| 羅 維  | 郝大通      |
| 張百賢 | 劉處玄      |
| 李桂英 | 孫不二      |
| 陳榮峻 | 歐陽峻      |
| 侯振宇 | 歐陽克      |

### 金國
| 演员   | 角色   |
| 張英才 | 完顏术 |
| 談泉慶 | 完顏真 |
| 戴誌衛 | 完顏熙 |

### 其他演員
| 演员   | 角色       |
| 洪朝豐 | 黄裳       |
| 關海山 | 殷破敗     |
| 陳安瑩 | 蝶兒布     |
| 陳曉雲 | 盈蝶影     |
| 邵卓堯 | 明教右護法 |
| 于 楓  | 白島主     |
| 麥皓為 | 黑島主     |
| 孫季卿 | 老闆       |
| 廖麗麗 | 老闆娘     |
| 游 飈  | 傻仔       |

## 影碟發行
以下影碟發行由電視廣播（國際）有限公司授權：
香港發行代理商現代音像(國際)有限公司於2004年推出發行了《射鵰英雄傳之九陰真經》VCD影碟零售版本，此影碟將已播放的集數並製作成13隻碟版本，每隻碟跟電視劇的每集片長約60分鐘一樣，設有粵語及國語發音版本並配上繁體中文字幕。

## 外部連結
- 《射鵰英雄傳之九陰真經》 myTV Super （页面存档备份，存于）